# 小齒鼠鱈
小齒鼠鱈，為輻鰭魚綱鱈形目鼠尾鱈科的其中一種，分布於中西太平洋菲律賓及東印度群島海域，屬深海底棲性魚類，深度197-579公尺，體長可達18.5公分，棲息在底層水域，生活習性不明。
其种加词“Denticulatus”意为“具细齿的”。